# Mariakapel (Moerslag)

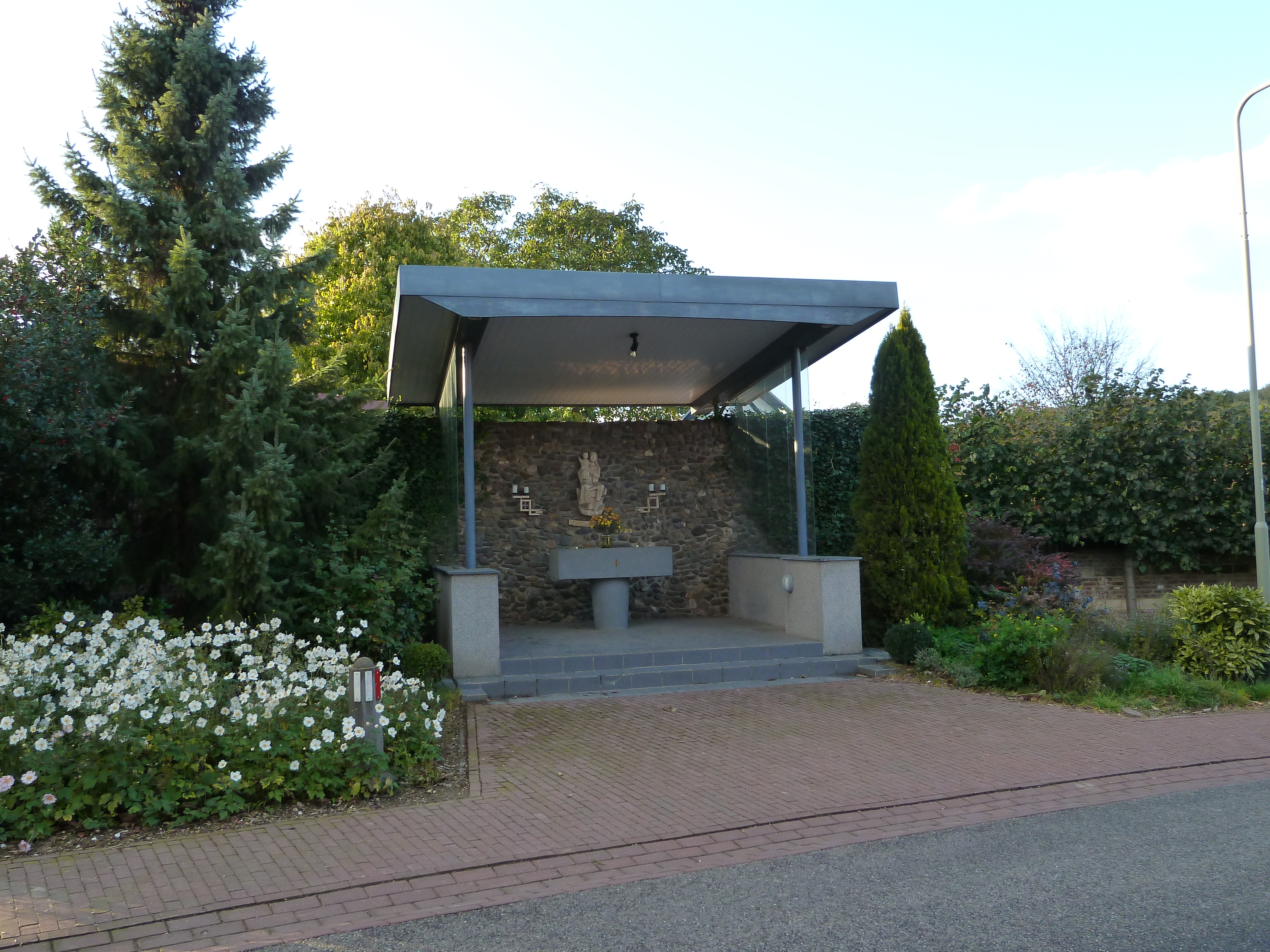
De Mariakapel

De Mariakapel is een kapel in Moerslag bij Sint Geertruid in de Nederlands Zuid-Limburgse gemeente Eijsden-Margraten. De kapel staat in de Herkenradergrub midden in de buurtschap aan de straat Moerslag.
De kapel is gewijd aan Maria.

## Geschiedenis
In 1959 werd de kapel gebouwd door de jonkheid van Moerslag naar het ontwerp van architect Hoen uit Maastricht en de bouwstijl is kenmerkend voor die tijd. Op 30 april 1960 werd de kapel ingezegend.

## Bouwwerk

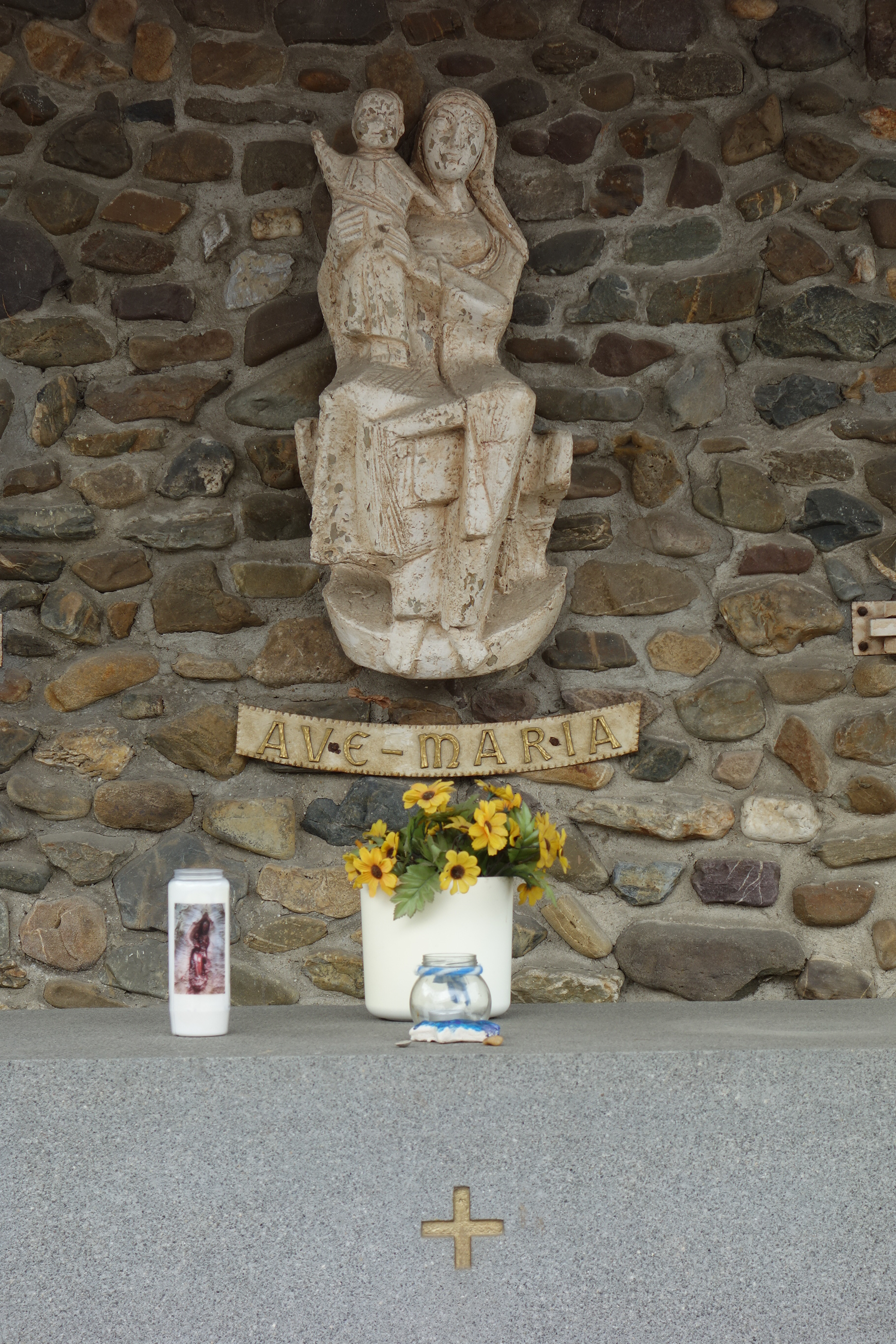
Mariabeeld door Frans Gast

De zeer open kapel is opgetrokken op een rechthoekig plattegrond op een lage verhoging en is aan drie zijdes open. Het dak rust aan de achterzijde op een muur en aan de voorzijde op twee smalle metalen zuilen. De achtergevel is uitgevoerd in metselwerk in stukken natuursteen. De zijgevels zijn twee lage muurtjes waarop glazen platen geplaatst zijn die reiken tot het dak. 
In de kapel is ruim voor de achterwand een altaar geplaatst dat rust op een brede ronde zuil. Op de achterwand is een Mariabeeld aangebracht dat vervaardigd is door beeldhouwer Frans Gast. Het beeld toont een zittende Maria met in haar handen het kindje Jezus. Onder het beeld is op de muur een tekst aangebracht:

AVE-MARIA(Wees gegroet Maria)